# 東郷いせ

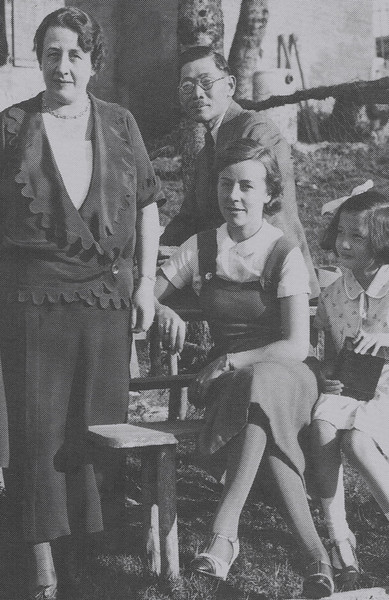
左から母エディス、父・東郷茂徳、異父姉・ウルスラ、本人。1932年頃。ジュネーブにて

東郷 いせ（とうごう いせ、1923年（大正12年）8月14日 - 1997年（平成9年）7月31日）は、日本の外交官東郷茂徳の娘、同じく外交官東郷文彦の妻。父・夫に従い欧米・アジア各国に駐在・訪問し、社交活動に関わった。ブータンに入国した最初の日本人女性とされる。

## 生涯

### 父とのヨーロッパ駐在
1923年（大正12年）8月14日東京府浜松町木下病院に東郷茂徳とドイツ人エディータの一人娘として生まれ、渋谷町1833番地（渋谷区広尾）の借家に住んだ。前年秋に両親が伊勢神宮に参詣していたことから、いせと命名された。幼少時から動物を好み、将来は獣医を志望した。
1926年（大正15年）春、父の在アメリカ大使館赴任に従い渡米し、ワシントンD.C.郊外チェルチェースに居住した。在米大使松平恆雄次男二郎と親しくし、しばしば2人で地元紙の社交欄に取り上げられた。
1929年（昭和4年）父が在ドイツ大使館転勤を命じられ、一時鹿児島市西田町に帰郷した後、ベルリン郊外ツェーレンドルフに住み、地元の公立小学校に通学しながら家庭教師に英語の授業を受けた。1932年（昭和7年）2月ジュネーブ軍縮会議参加のためジュネーブに転居し、家庭教師ゲルバにドイツ語・算数・英会話を学んだ。

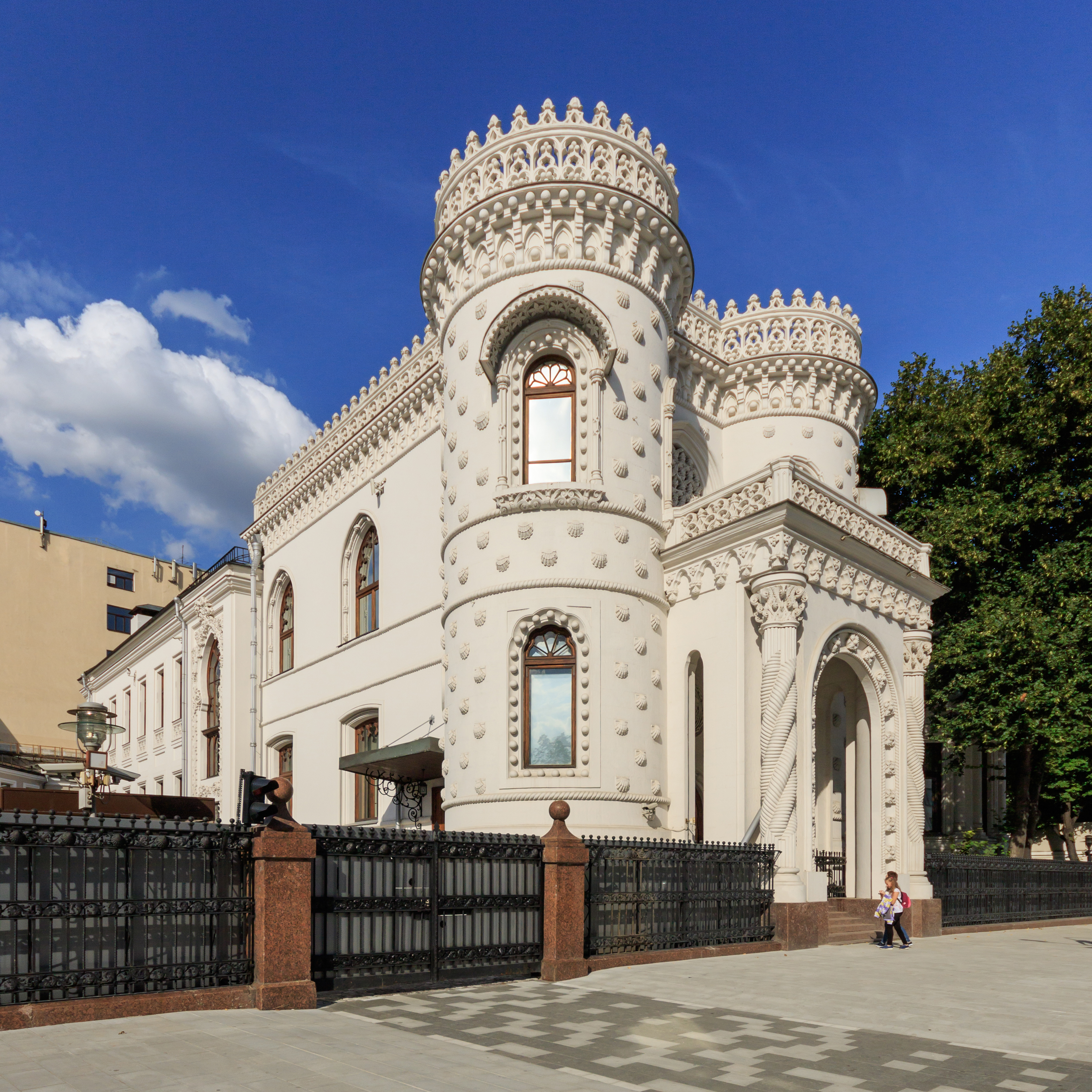
モロゾフ邸

1933年（昭和8年）1月帰国し、麻布区広尾町15番地に住んだ。ワシントン時代には日本語も話せていたが、この頃には完全に忘れており、帰国子女を対象とした唯一の学校聖心語学校で英語で授業を受けたが、日本語が上達しないため、1935年（昭和10年）春頃退学し、清水鶴子(骨董商「松寿堂」・松永善三郎の姪)を家庭教師として日本語・日本史を学んだ。山王ホテル地下の東京スケート倶楽部に通い、東郷球子・稲田悦子等とフィギュアスケートを習った。
1937年（昭和12年）父が在ドイツ大使に任命され、12月24日ベルリンに移り、ティーアガルテン通りの大使公邸に居住した。日本人学校に通って少人数授業を受ける傍ら、ティーアガルテン公園でスケートを習い、後にタップダンスを習った。
1938年（昭和13年）10月29日父の在ソ連大使転任によりモスクワに移り、カリーニン通りのモロゾフ邸に入居した。 15歳で外交団名簿に名前を載せて社交界にデビューし、語学に堪能な年頃の女性として注目の的となった。ノモンハン事件・ポーランド侵攻等で外交関係が緊迫する中、特にドイツ大使館とは父から交渉上の言伝を頼まれるなどして親しく交流し、大使シューレンブルクには離婚後別居中の一人娘の代わりとして寵愛され、外交官フォン・ヘルベルトと妻プッシー、フォン・ワルター等とも交流した。1939年（昭和14年）ドイツ外相リッベントロップが独ソ不可侵条約調印のため来訪した際、ドイツ婦人誌『ディ・ダーメ』のグラビア取材を受けた。

### 文彦との結婚
同年11月に帰国し、牛込区船河原町19番地の借家に住みながら、家庭教師に習字・花道を学んだ。外交的な緊張が深まる中、スペインの参事官、スイスの一等書記官、ドイツの参事官・書記官、スウェーデンの書記官等と交流し、憲兵隊に外国人との交流を咎められたこともあった。
1941年（昭和16年）10月父の外務大臣就任により記者対応等に奔走し、麹町区三年町の官邸に入居した。太平洋戦争開戦後、松平次郎の母信子の誘いで赤十字に労働奉仕し、戦傷兵用の包帯巻きに従事した。1942年（昭和17年）9月外相辞任により麻布のフランス銀行家旧邸に移った。
父の秘書官加瀬俊一の周旋でその部下本城文彦と婚約し、1943年（昭和18年）11月15日結婚式を挙げたが、親族の一人が一人娘として家督放棄を承認せず、文彦が入婿となって結婚した。空襲の危険が高まると、軽井沢の別荘に拠点を移し、1945年（昭和20年）1月10日軽井沢病院で双子の男児を出産した。
父がA級戦犯として巣鴨拘置所に収監されると、文通により日常生活を報告し合った。1949年（昭和24年）7月8日三六一病院で遺稿『時代の一面』第一部を受け取った。同年父の獄死後、麻布の自邸はアメリカ人実業家に賃貸して近くに別の家を構え、東京大学本郷キャンパスでアルバイトとして週2回ドイツ語会話を教えて家計を支えた。

### 夫との各国駐在
1954年（昭和29年）4月夫がオランダ勤務を命じられ、ハーグ郊外スヘフェニンゲンに移ったが、間もなくGATT会議のためジュネーブに転居した。1956年（昭和31年）国際連合加盟によりニューヨークに出張し、イーストサイドのホテルに住み、『ザ・ニューヨーカー』創業者夫人ジェーン・グラント等と交流した。
帰国後、父の東京裁判での弁護士ブレイクニーの誘いで動物愛護協会理事を務め、会員・寄付金募集のためチャリティ音楽・映画会の開催を手伝った。
1960年（昭和35年）秋、夫のカルカッタ総領事赴任に従いインドに渡った。1961年（昭和36年）明仁・美智子皇太子夫妻がインドに来訪し、カルカッタ動物園等を案内した。ローレンス・ダンダス『雷光の国』を通してブータンに興味を持ち、パーティでドルジ首相と知り合うと、1962年（昭和37年）5月その招きで日本人女性として初めて入国し、ティンプーでジグミ・ドルジ・ワンチュク、ケサン・チョデン・ワンチュク国王夫妻と知り合った。
1963年（昭和38年）12月31日、夫のニューヨーク総領事任命により、郊外リバーデイルの総領事公邸に入居した。1年後、イーストサイド72丁目角のペントハウスに移り、ジェーン・グラント、フレデリック・マーチ、フローレンス・エルドリッジ、ハロルド・プリンス、ミッチ・ミラー、オットー・ソグロー等の文化人と交流した。森英恵とも知り合い、ドレスのデザインを一任した。
1970年（昭和45年）秋、夫のベトナム大使就任により、ベトナム戦争最中の南ベトナムサイゴンに赴任した。イギリス大使夫人の誘いで週に1度孤児院を訪れ、里親組織フォスター・ペアレンツに参加したほか、アメリカ大使バンカー等と交流した。
1972年（昭和47年）8月内命を受けて帰国した。1974年（昭和49年）2月夫が外務事務次官に就任し、帰国する各国大使のため飯倉公館で送別昼食会を開き、新任大使のため行われる昭和天皇臨席の宮中午餐にも同席した。同年6月ケサン皇后の招待でジグミ・シンゲ・ワンチュク国王の戴冠式に列席したほか、夫の中国・アフガニスタン・パキスタン・レバノン・イラン・ハンガリー等への出張に同行した。
1976年（昭和51年）2月夫の在アメリカ大使就任によりワシントンD.C.を再訪した。当初はマサチューセッツ通りの旧公邸に住み、後にネプラスカ通りの新公邸に移り、ボランティア活動のため夫と舞踏会・カクテルパーティーを主催し、各州への講演旅行に同行した。

### 晩年
1980年（昭和55年）3月任期終了により帰国し、麻布の自邸を新築して住み、欧米・中南米・南アフリカ・インドを旅行した。1985年（昭和60年）4月夫が死去すると、1987年（昭和62年）9月ケサン皇太后の招きで茂彦とブータンを再訪し、キチュ・ラカンを見下ろす山腹に分骨した。1989年（平成元年）2月23日、大喪の礼のため来日したワンチュク国王と南麻布の自宅で再会した。日米婦人会・アジア婦人会等で活動し、鹿児島県の元外相東郷茂徳記念館の設立にも関わった。
1997年（平成9年）7月31日午前4時15分、癌性腹膜炎により千代田区内の病院で死去し、青山霊園一種イ3号の両親の墓の隣に葬られた。1999年（平成11年）2人の息子によりブータンの夫の墓の近くに分骨された。

## 演じた女優
- 中川安奈 - 1994年（平成6年）8月15日TBSドラマ特別企画「命なりけり 悲劇の外相・東郷茂徳」[75]

## 家族

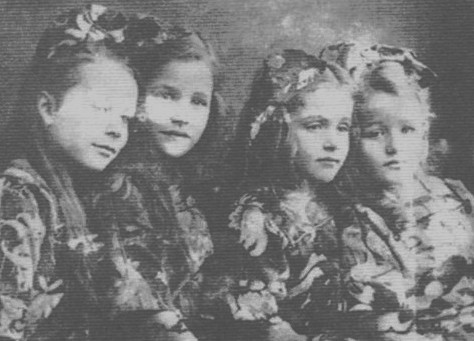
4人の義姉。左からウルズラ、オッティ、ユキ、ハイディ。

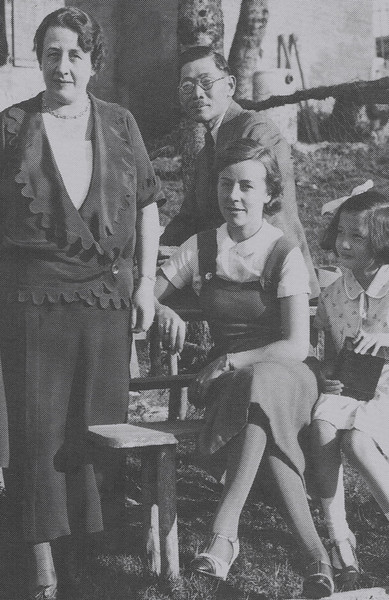
ジュネーブでの両親とウルズラ。右端がいせ

- 父：東郷茂徳 ‐ 旧名・朴茂徳。東郷名の士族の家禄を買い、東郷姓となる。
- 母：エディータ（1887年生） - ゲオルグ・デ・ラランデの元妻。ユダヤ系ドイツ人。銀行家の父の仕事の関係で幼少期に家族で来日、神戸で育つ[76]。17歳でラランドと結婚して5人の子を儲けたが９年後に死別し、34歳で茂徳と再婚した[77]。
- 義長姉 – ウーズラ – 親衛隊員の婚約者があったが別れ、戦後元ドイツ国防軍参謀将校の食料品セールスマンと結婚した[78]。
- 義次姉 – オティ - メキシコ在住の体操教師と結婚した[78]。
- 義三姉 – ユキ[78] – 心理学者Kurt Gottschaldtと結婚した[74]。
- 義四姉 – ハイディ - 鉱山技師と結婚した[79]。
- 義兄 – ギド - 実父ラランデに従い建築家を志し大工となったが、精神上の問題で強制入院した。1943年4月心臓発作で死去したとされるが、ナチスによる安楽死（ドイツ語版）の可能性がある[80]。
- 夫・東郷文彦 ‐ 旧姓・本城。加瀬俊一 (1925年入省)の推薦で、いせと結婚、その後、いせの親族間で相続トラブルが起こったことをきっかけに文彦が東郷籍に入り、改姓[81]。
- 長男：東郷茂彦
- 次男：東郷和彦